# Anna Matuszewicz
Anna Matuszewicz (* 5. April 2003 in Toruń) ist eine polnische Leichtathletin, die sich auf den Weitsprung spezialisiert hat.

## Sportliche Laufbahn
Erste Erfahrungen bei internationalen Meisterschaften sammelte Anna Matuszewicz im Jahr 2021, als sie bei den U20-Europameisterschaften in Tallinn mit einer Weite von 5,63 m in der Qualifikationsrunde ausschied. Anschließend belegte sie bei den U20-Weltmeisterschaften in Nairobi mit 6,15 m den neunten Platz. Im Jahr darauf gelangte sie bei den U20-Weltmeisterschaften in Cali mit 6,31 m auf Rang fünf und verpasste anschließend bei den Europameisterschaften in München mit 5,93 m den Finaleinzug. 2023 schied sie bei den U23-Europameisterschaften in Espoo mit 6,09 m in der Qualifikationsrunde aus und 2025 verpasste sie bei den Halleneuropameisterschaften in Apeldoorn mit 6,52 m den Finaleinzug. Kurz darauf belegte sie bei den Hallenweltmeisterschaften in Nanjing mit 6,56 m den siebten Platz. Ende Juni wurde sie bei der 1. Liga der Team-Europameisterschaft in Madrid mit 6,40 m Neunte, ehe sie bei den U23-Europameisterschaften in Bergen mit 6,45 m den fünften Platz belegte.
In den Jahren 2022, 2024 und 2025 wurde Matuszewicz polnische Hallenmeisterin im Weitsprung.